# Riacho Maceió
O Riacho Maceió é um riacho que corre integralmente na cidade de Fortaleza, no estado do Ceará, no Brasil.

## Descrição
Tem sua origem no bairro do Papicu e desemboca na orla da cidade, em um parque urbano no bairro do Mucuripe. Faz parte da Bacia Vertente Marítima, que engloba, dentre outros, os riachos urbanos Pajeú e Jacarecanga.
A foz do riacho está localizada na praia do Mucuripe, sendo esse recurso hídrico um importante elemento de manutenção do equilíbrio ecológico, climático e uma área de lazer e harmonia paisagística.  Atualmente seu curso está quase todo canalizado e vem sofrendo diversas agressões com suas águas contaminadas por esgotos e lixo doméstico, ocasionando alterações nas suas feições morfológicas, geológicas e na qualidade da água.
O Parque do Riacho Maceió (Parque Bisão) foi inaugurado em agosto do ano de 2014 a partir de uma Operação Urbana Consorciada (OUC) entre a Prefeitura de Fortaleza e a Nordeste Participação e Empreendimentos (Norpar) que requalificaram a área do riacho e construíram o Parque e uma via paisagística.